# Tiếng Jru'
Tiếng Jru'  (IPA: [ɟruʔ]) là một ngôn ngữ Nam Á thuộc ngữ chi Bahnar. Nó còn có các tên gọi "Loven", "Laven" và "Boloven" từ ngoại danh tiếng Lào Laven hay Loven, bắt nguồn từ tên tiếng Khmer của cao nguyên Boloven. Người Jru' thường làm rẫy cà phê hay bạch đậu khấu, cùng các việc nông khác.

## Phân loại
Tiếng Jru' là một phần của cụm phương ngữ Laven trong nhóm ngôn ngữ Bahnar Tây, cùng với tiếng Brâu.

## Phân bố địa lý
Đây là bản ngữ của người Jru', một dân tộc thiểu số bản địa vùng núi hoang vắng tỉnh Champasak, Sekong và Attapeu miền Hạ Lào. Phương ngữ hay được nghiên cứu là phương ngữ ở Paksong, Houeikong, Tateng, và các làng lân cận của huyện Paksong, tỉnh Champasak.

## Ngữ âm
Hệ thống ngữ âm và cấu trúc âm tiết tiếng Jru' cũng điển hình cho nhánh Bahnar Tây nói chung. Đa số từ có cấu trúc đơn âm tiết nhưng cũng có một phần từ có tiểu âm tiết, lưu giữ cấu trúc "âm tiết rưỡi" điển hình cho ngôn ngữ Môn-Khmer. Dù chịu ảnh hưởng của ngôn ngữ uy tín là tiếng Lào, tiếng Jru' vẫn không phát triển hệ thống thanh điệu.

### Phụ âm
Giống các ngôn ngữ Môn-Khmer trong vùng, hệ phụ âm tiếng Jru' gồm năm vị trí phát âm, và âm tắc có thể vô thanh, hữu thanh hay bật hơi. Bản dưới dựa trên nghiên cứu của Jacq.
|          |           | Đôi môi | Đôi môi | Chân răng | Chân răng | Vòm | Vòm | Ngạc mềm | Ngạc mềm | Thanh hầu |
| -------- | --------- | ------- | ------- | --------- | --------- | --- | --- | -------- | -------- | --------- |
| Tắc      | bật hơi   | pʰ      | pʰ      | tʰ        | tʰ        |     |     | kʰ       | kʰ       |           |
| Tắc      | vô thanh  | p       | p       | t         | t         | c   | c   | k        | k        | ʔ         |
| Tắc      | hữu thanh | b       | b       | d         | d         | ɟ   | ɟ   | ɡ        | ɡ        |           |
| Mũi      | hữu thanh | m       | m       | n         | n         | ɲ   | ɲ   | ŋ        | ŋ        |           |
| Xát      | vô thanh  |         |         | s         | s         |     |     |          |          | h         |
| Tiếp cận | hữu thanh | w       | w       | l         | r         | j   | j   |          |          |           |

### Nguyên âm
Hệ thống nguyên âm tiếng Jru' (mà chủ yếu thừa hưởng từ ngôn ngữ Môn-Khmer nguyên thủy) có thấy bốn độ cao nguyên âm và ba vị trí lưỡi. Tiếng Jru' thêm vào đó còn phân biệt về độ tròn môi ở các nguyên âm sau nửa mở. Các "thứ" nguyên âm liệt kê dưới đây đều phân biệt về độ dài, cho ra tổng cộng 20 nguyên âm đơn. Không như đa phần ngôn ngữ vùng sprachbund Đông Nam Á lục địa, sự khác biệt độ dài nguyên âm không phải là "ngắn"-"dài", mà là "rất ngắn" và "vừa".
|          | Trước | Trước    | Giữa | Giữa     | Sau     | Sau       |
| rất ngắn | vừa   | rất ngắn | vừa  | rất ngắn | vừa     |           |
| -------- | ----- | -------- | ---- | -------- | ------- | --------- |
| Đóng     | /i/   | /iː/     | /ɨ/  | /ɨː/     | /u/     | /uː/      |
| Nửa đóng | /e/   | /eː/     |      |          | /o/     | /oː/      |
| Nửa mở   | /ɛ/   | /ɛː/     | /ə/  | /əː/     | /ʌ/,/ɔ/ | /ʌː/,/ɔː/ |
| Mở       |       |          | /a/  | /aː/     |         |           |

Tiếng Jru' có ba nguyên âm đôi: /ia/, /ɨə/, /ua/. /ie/ và /uo/ cũng xuất hiện trong một số trường hợp trong vai trò tha âm của lần lượt /i/ và /u/.

### Cấu trúc âm tiết
Cấu trúc âm tiết cực đại được biểu diễn là (C1)C2(R)V(C3) trong đó C1 là phụ âm vô thanh, C2 là bất kỳ phụ âm nào không trùng với C1 (hay R nếu nó hiện diện), R là /r/ hay /l/, V là nguyên âm đơn hay đôi và C3 là bất kỳ phụ âm nào không phải tắc bật hơi hay tắc hữu thanh.
Cấu trúc âm tiết rưỡi được thể hiện là C1əC2(R)V(C3) trong đó C1 là /p/, /k/ hay /t/, C2 là /h/, /r/ hay /l/, V là nguyên âm đơn hay đôi và C3 là bất kỳ phụ âm nào không phải tắc bật hơi hay tắc hữu thanh.

## Hệ thống chữ viết
Như đại đa số ngôn ngữ Môn-Khmer, tiếng Jru' chưa có hệ thống chữ viết riêng. Tuy nhiên, trong những thời điểm khác nhau trong lịch sử, những hệ chữ gồm chữ Quốc ngữ Việt Nam và chữ Lào đã được sửa đổi để tiện trong việc ký âm ngôn ngữ này khi nghiên cứu. Trong cuộc khởi nghĩa Ong Keo đầu thập niên 1900, khi mà các dân tộc trong vùng hợp sức để chống lại sự cai trị của người Pháp và người Lào, Ong Kommandam, một người nói tiếng Alak (có liên hệ gần gũi với tiếng Jru'), đã sáng tạo ra một hệ chữ gọi là Khom để viết tiếng Jru' (cùng các ngôn ngữ khác).
Gần đây hơn, nhà ngôn ngữ học Pascale Jacq, với sự giúp đỡ của những người bản ngữ, đã lập nên một hệ chữ dựa trên chữ Lào để giúp người nói tiếng Jru' dễ dàng viết ngôn ngữ họ.